# Hamid Pourhashemi
Hamid Pourhashemi, né le 3 juin 1990, est un coureur cycliste iranien.

## Palmarès et résultats

### Palmarès par année
- 2016
  - 1re étape du Tour de Fuzhou[n 5]
  - 3e du Tour de Fuzhou[n 6]
- 2017
  - 3e du Tour du Japon
- 2018
  - 2e étape du Tour de Mésopotamie

### Classements mondiaux
| Année         | 2016 | 2017 |
| ------------- | ---- | ---- |
| UCI Asia Tour | 192e | 35e  |